# Karl Huber (Jurist, 1948)
Karl Huber (* 1948 in Weiden in der Oberpfalz) ist ein deutscher Jurist. Von 2005 bis 2015 war er Präsident sowohl des Oberlandesgerichts München als auch des Bayerischen Verfassungsgerichtshofs.

## Leben
Huber trat 1966 als Beamter des mittleren Dienstes bei der damals noch städtischen Polizei der Landeshauptstadt München ein, nahm dann ein Studium der Rechtswissenschaft auf und war nach dem Staatsexamen ab 1981 im bayerischen Justizdienst tätig. Er promovierte 1982 zum Thema § 34 StGB als Rechtfertigungsgrund für hoheitliches Handeln  an der Universität München. Von 1995 bis 2001 bekleidete er das Amt des Vizepräsidenten des Oberlandesgerichts München und von 2001 bis 2005 dasjenige des Generalstaatsanwalts in München. Ab 2. März 2005 war er Präsident des Oberlandesgerichts München und daneben Präsident des Bayerischen Verfassungsgerichtshofs.
Am 6. Juli 2007 wurde Huber mit dem Bayerischen Verdienstorden ausgezeichnet.
Im Mai 2014 urteilte der Verfassungsgerichtshof unter Hubers Vorsitz, dass die bayerische Staatsregierung Horst Seehofers der Landtagsopposition darüber Auskunft geben muss, wie viel Geld aus Haushaltsmitteln  die fünf Kabinettsmitglieder Ludwig Spaenle, Helmut Brunner, Beate Merk, Franz Josef Pschierer, Bernd Sibler sowie Gerhard Eck ihren Familienmitgliedern im Zusammenhang mit der Verwandtenaffäre gezahlt hatten. Selbst die konservative Zeitung Die Welt wertete dies als kräftige Ohrfeige für die Staatsregierung.
Ende Februar 2015 trat Karl Huber in den Ruhestand. Zum Nachfolger als Präsident des Verfassungsgerichtshofs und des Oberlandesgerichtes wurde Peter Küspert ernannt.

## Veröffentlichungen
- Karl Huber, Das Spannungsverhältnis von Volks- und Parlamentsgesetzgebung in Bayern, Nomos Verlag, Baden-Baden 2014, ISBN 978-3-8487-1603-6
- Dirk Heckmann/Karl Huber/Ulrich Numberger (Hrsg.), Landesrecht Bayern (Textsammlung), 9. Auflage (Stand: 1. August 2013), Nomos Verlag, Baden-Baden, ISBN 978-3-8487-0567-2